# Myślenice
Myślenice este un oraș în județul Myślenice, Voievodatul Polonia Mică, cu o populație de 18.173 locuitori (2010) în sudul Poloniei.
Orașul este împărțit în șase districte. Una dintre ele, Zarabie, este o destinație turistică populară. Acesta este situat peste râul Raba (de unde are și numele), cu muntele Chełm, cu un turn, un parc peisaj și teleschiuri.
Myślenice este situat pe așa-numita Drum Zakopianka, care este un nume popular al drumului european E77, care conectează Cracovia cu Zakopane (E77 se separă de Zakopianka la Rabka). Myślenice nu are gară.
Prima menționare a localității Myślenice provine din perioada 1,253 - 1,258. 
La acea vreme, era o așezare defensivă, cu un castel și fortificații, conceput pentru a proteja Cracovia de atacurile din sud. În 1342, Myślenice primit drepturi Magdeburg de oraș, și a început să se dezvolte într-un centru comercial local. Printre vizitatorii care au venit aici, au fost Mikolaj Rej, regele Vladislav al II-lea al Poloniei, împăratul german Sigismund de Luxemburg, și alte personalități.
În 1557, Myślenice a intrat sub jurisdicția castelanilor din Cracovia, care au fost mult mai preocupați cu orașul lor. Orașul a început să decadă și a fost distrus de invazia suedeză. În 1772 (a se vedea partițiile Poloniei), Myślenice a fost anexată la Austria, și până în 1918, a aparținut provinciei Galiția. După Primul Război Mondial, orașul a devenit parte din a Doua Republică Poloneză.

## Orașe înfrățite cu Myślenice
- Bełchatów, Polonia
- Tinqueux, Franța
- Csopak, Ungaria
- Lüdenscheid, Germania
- Dahlonega, SUA